# Consonne spirante vélaire voisée
La consonne spirante vélaire voisée est un son consonantique peu fréquent des langues parlées. Le symbole dans l'alphabet phonétique international est [ɰ] (m culbuté à long fût). Certains auteurs utilisent plutôt [ɣ̞] pour la consonne et [ɰ] pour la semi-voyelle.

## Caractéristiques
Voici les caractéristiques de la consonne spirante palatale voisée.
- Son mode d'articulation est spirant, ce qui signifie qu’elle est produite en contractant modérément les organes phonateurs  au point d’articulation, causant à peine une turbulence.
- Son point d'articulation est vélaire, ce qui signifie qu'elle est articulée la partie antérieure de la langue (le dorsum) contre le palais mou (ou velum).
- Sa phonation est voisée, ce qui signifie que les cordes vocales vibrent lors de l’articulation.
- C'est une consonne orale, ce qui signifie que l'air ne s’échappe que par la bouche.
- C'est une consonne centrale, ce qui signifie qu’elle est produite en laissant l'air passer au-dessus du milieu de la langue, plutôt que par les côtés.
- Son mécanisme de courant d'air est égressif pulmonaire, ce qui signifie qu'elle est articulée en poussant l'air par les poumons et à travers le chenal vocatoire, plutôt que par la glotte ou la bouche.

## En français
Le français international ne possède pas ce son, mais le français de Belgique le possède, comme allophone de la consonne fricative uvulaire voisée (/ʁ/).

## Autres langues
- En créole réunionnais, il remplace /ʁ/ sauf quand il est directement suivi d'une voyelle non-muette (par exemple, ''père'' /pɛʁ/ devient /peɰ/)
- En cherokee, il est transcrit w, mais l'influence de l'anglais cause parfois la prononciation comme son allophone [w].
- En espagnol, la lettre « g » est prononcée [ɣ], voire [ɰ], entre deux voyelles identiques.
- En turc, il s'écrit ğ (yumuşak ge) entre deux voyelles.